# Miraflores Foot-Ball Club
Il Miraflores Foot-Ball Club, conosciuto semplicemente come Miraflores FBC e sino al 1971 Porvenir Miraflores, è stata una società di calcio peruviana, con sede a Lima nel distretto di Miraflores.

## Storia
Il 	Club Porvenir Miraflores venne fondato il 29 maggio 1922.
Ha ottenuto la promozione nella massima serie peruviana nel 1956, retrocedendo però immediatamente al termine del campionato 1957. Tornò in massima nella stagione 1967 sino al 1971, creando in quei anni sotto la guida tecnica di José Chiarella e la proprietà di Enrique Saravia, una squadra che univa talenti locali ad affermati campioni internazionali, come gli argentini José Varacka e Vladislao Cap e il brasiliano Zózimo, anche se i tre furono schierati insieme solo in una partita. Il torneo 1967 fu il migliore della storia del club, concluso all'ottavo posto finale, nonostante che nel corso della stagione i giocatori più importanti, come i già citati Varacka, Cap e Zózimo oltre a giocatori come Guillermo Fleming avessero lasciato la squadra attirati da ingaggi migliori.
Il club tornerà a militare nuovamente nel massimo campionato peruviano nel 1984. La squadra cessò ogni attività dopo il 1986.

## Palmarès

### Competizioni nazionali
- Segunda División: 2

1956, 1966